# Cephalotes placidus
Cephalotes placidus är en myrart som först beskrevs av Smith 1860.  Cephalotes placidus ingår i släktet Cephalotes och familjen myror. Inga underarter finns listade.